# Union des valeurs
L’Union des valeurs (en allemand : WerteUnion, WU) est un parti libéral-conservateur allemand fondé en février 2024.
D’abord une association qui se définissait comme l'aile droite de l'Union chrétienne-démocrate d'Allemagne (CDU), sans pour autant bénéficier de reconnaissance statutaire par la CDU, la Werteunion a rompu avec la CDU. 

## Historique
L’association a été fondée sous le nom de Freiheitlich-Konservativer Aufbruch, FKA (en français : Renouveau Libéral-Conservateur), elle est ensuite renommée Werteunion.
Elle est fondée par Alexander Mitsch (de) en 2017 et présidée par lui jusqu'en 2021. Elle est fondée dans le but de représenter un pôle conservateur au sein de la CDU, estimée par la WU comme ayant pris un tournant trop à gauche pendant l’ère Merkel. Elle ne fait pas partie des composantes officielles de la CDU.
En novembre 2019, la Werteunion divise au sein de l’union CDU/CSU en raison de son ouverture à des coopérations avec l’Alternative pour l'Allemagne (AfD).
En 2021, Max Otte (de), un hommes d'affaires favorable à une alliance avec l'AfD et aux positions économiques monétaristes, succède à Alexander Mitsch à la tête de la Werteunion,. Otte est exclu de la WU en 2022 en raison de sa candidature à l'élection présidentielle allemande comme candidat de l'AfD.
En 2023, Hans-Georg Maaßen (de), ancien président de l'Office fédéral de protection de la constitution, est élu président de la Werteunion,. Une procédure d’exclusion de la CDU/CSU est en cours contre Maaßen depuis février 2023 en raison de ses prises de positions extrémistes.
En janvier 2024, deux de ses membres participent à un rassemblement de responsables politiques conservateurs et nationalistes autour d'un plan de déportation de masse d'immigrés et de citoyens allemands naturalisés.
Maaßen annonce ensuite son intention de transformer la Werteunion en parti politique de plein exercice. Elle compte alors environ 4 000 membres. La WU prévoit de participer aux élections régionales de septembre 2024 en Thuringe, en Saxe et en Brandebourg.

## Positionnement
La WU est positionnée à droite,, et est conservatrice,, et rejette le cordon sanitaire avec l’extrême droite, se présentant comme ouverte à toutes les orientations politiques. Elle se caractérise surtout par son fort rejet de l'immigration.